# 熊本大空襲
熊本大空襲（くまもとだいくうしゅう）とは、第二次世界大戦（太平洋戦争）末期にアメリカ合衆国により行われた、熊本県熊本市に対するM69焼夷弾などの焼夷弾を用いた大規模な戦略爆撃。特に1945年7月1日に大規模な空襲があった。一蓮の空襲で市街地面積の約30%が焼失し、死者619人、負傷1317人、行方不明13人、被災者4万7598人の被害を受けた。

## 経過
熊本市では、1944年11月21日に中国から飛来したB-2980機による九州西部爆撃の一環として花園町柿原に被弾したのが最初の空襲で、全焼全壊3戸、死者4名、負傷者5名の被害を出した。
1945年3月18日には、機動部隊の艦載機による空襲で健軍町にあった三菱重工業熊本航空機製作所が攻撃目標となり、死者6名、負傷者13名の被害を出した。熊本航空機製作所は5月13日にも攻撃を受けて死者8名、負傷者13名が出ている。
アメリカ軍は1945年6月から地方都市の夜間焼夷弾空襲を開始し、熊本市でも7月以降に複数回の攻撃を受けた。中でも1945年7月1日、8月10日は大規模な空襲であった。
1945年7月1日夜の空襲により、熊本県庁舎をはじめ市街地の約20%が焼失し、死者388人を出した。この空襲を特に「熊本大空襲」とも呼ぶ。
8月10日日中の空襲により、熊本市立高等女学校などが焼失した。死者45人を出した。熊本のほか、宇土、水俣、隈庄などが被害を受けた。